# シェフィールド・スーパートラム
シェフィールド・スーパートラム（Sheffield Supertram）は、イギリスのシェフィールド市内を走るライトレールである。

## 概要
1994年に運行を開始した。市街地では道路上に併用軌道を敷設し、また、郊外の区間では廃線となった国鉄路線の転用により、日本で言うところの新設軌道として建設された。
2018年に開始したロザラムへのトラムトレインを含め、現在は4路線で営業されている。
運賃は距離制を採用しており、最低運賃は大人一人割引なしで￡2.40から。切符は車内にいる車掌から購入する。以前は券売機があったが、現在は無い。

## 車両

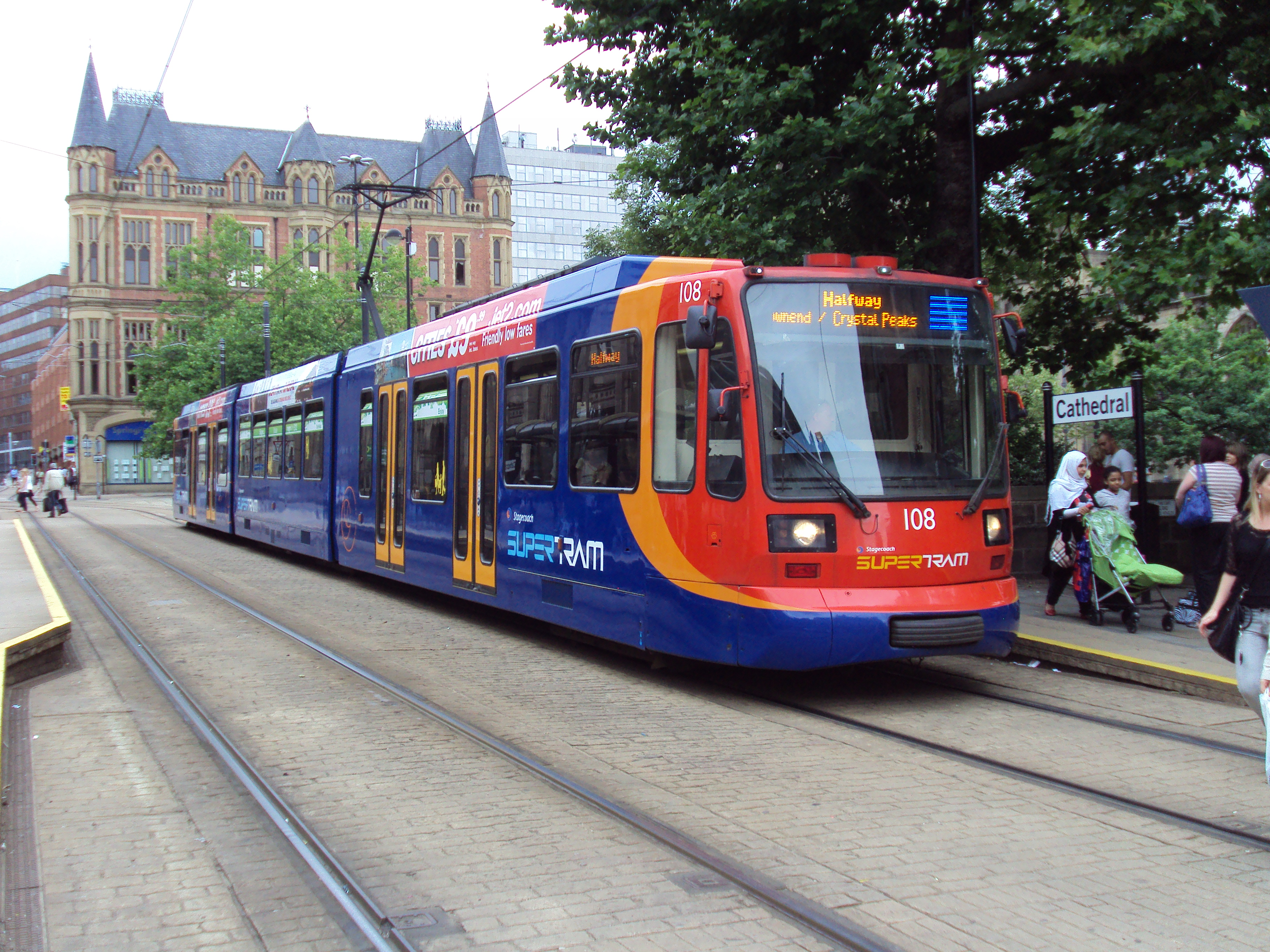
スーパートラムの車両

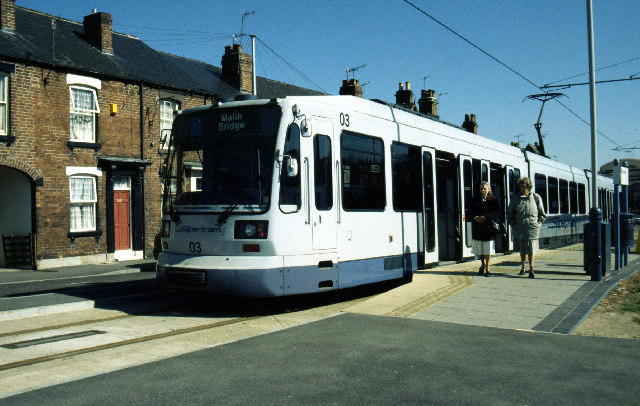
開業当時の車両カラーリング

3車体連接構造の部分低床車両が使用されている。
乗降口は先頭車体中央の低床部分に片側2箇所ずつ設けられている。中間車体には乗降口はなく、前後の先頭車体から乗下車を行う。
車体をDUEWAG、電機品をシーメンスが製造した。中間車体の両端と両先頭車体の前部に台車を有し、先頭車体の後部が中間車体に支えられたフローティング構造を採用。先頭車体の中央部は床面高さ450mmの低床構造でホーム高と合わせてあり、車椅子での乗車も可能なバリアフリー仕様となっている。この低床部分は連接3車体の床面積の約34％となる。その他の部分の客室床面高さは880mmである。

## 路線データ
路線はシェフィールド中心部からイギリス有数のショッピングセンターがあるメドーオール（Meadowhall）、サッカースタジアムがあるミドルウッド（Middlewood）、住宅団地があるハーフウェイ（Halfway）の3方向に分かれる形態となっている。なおミドルウッドとハーフウェイに至る路線には途中で分岐する支線がある。
- 路線距離：34.6km
- 駅数：50駅
- 軌間：1,435mm（標準軌）
- 電化区間：全線
- 輸送実績：約1050万人（2019/20年）

## 失敗事例としてのスーパートラム
1994年に開業したスーパートラムであるが、開業当初から乗客は低迷、全線開業後の1995年度は800万人、翌96年度は1000万人に留まった。此の結果、初年度が約560万ポンド、95年度は1260万ポンドの赤字が発生し、運営会社は深刻な財政問題に直面した。
利用者低迷の原因として
1. トラムと並行して走るバスルートの再編が規制緩和によって不可能となり、民営バスとの価格・サービス競争に巻き込まれた[7]。
2. 地形的な理由からトラムのルートが急勾配を避けて迂回した形態となり、所要時間が短い都心直行バスに比べて不利となった。
3. 運賃収受に信用乗車方式を採用したが、バンダリズム（破壊行為）による機械の故障や規則を厳密に運用しなかった結果、機能しなかった。
4. トラムとバスの共通利用が州全体有効の一部の切符を除いて不可能だった。
5. パーク＆ライドの駐車場位置が中途半端だったり、主要道路から外れていて使用しづらかった。
6. 自動車を持てない層を対象に計画されていた住宅開発が行なわれなかったり、沿線の高層アパートが取り壊されたりした結果、乗客となるべき沿線住民を失った。
7. 駅が沿線の大規模ショッピングセンターから離れた所につくられた

等が指摘されている。
此の状況を受け、96年10月からは全区間で車掌を乗務させて運賃収受を行うと共に、民営化方針に則り、1997年12月にはバス会社であるStagecoach（ステージコーチ）に2024年までの運営権と共に運営会社を当初予定額の1.5％である115万ポンドで売却した。
シェフィールドの事例はライトレールを建設するに際しての企画立案、他の公共交通との調整の重要性を認識させるケースとなった。

## スーパートラムの再公営化
2022年10月、スーパートラムを所有するサウスヨークシャー市長合同行政機構（SYMCA）は独立企業を発足させることに合意。2024年3月にステージコーチの運営権が切れた後のトラムは公的管理に戻されることになった。